# Lookout (Californie)
Lookout est une census-designated place du comté de Modoc, dans l'État de Californie, aux États-Unis,. En 2020, elle compte une population de 68 habitants.